# Dinastía III de Egipto
La Dinastía III o Tercera Dinastía del Antiguo Egipto comienza c. 2700 a. C. con el reinado de Sanajt y termina c. 2613 a. C., después de Huny.

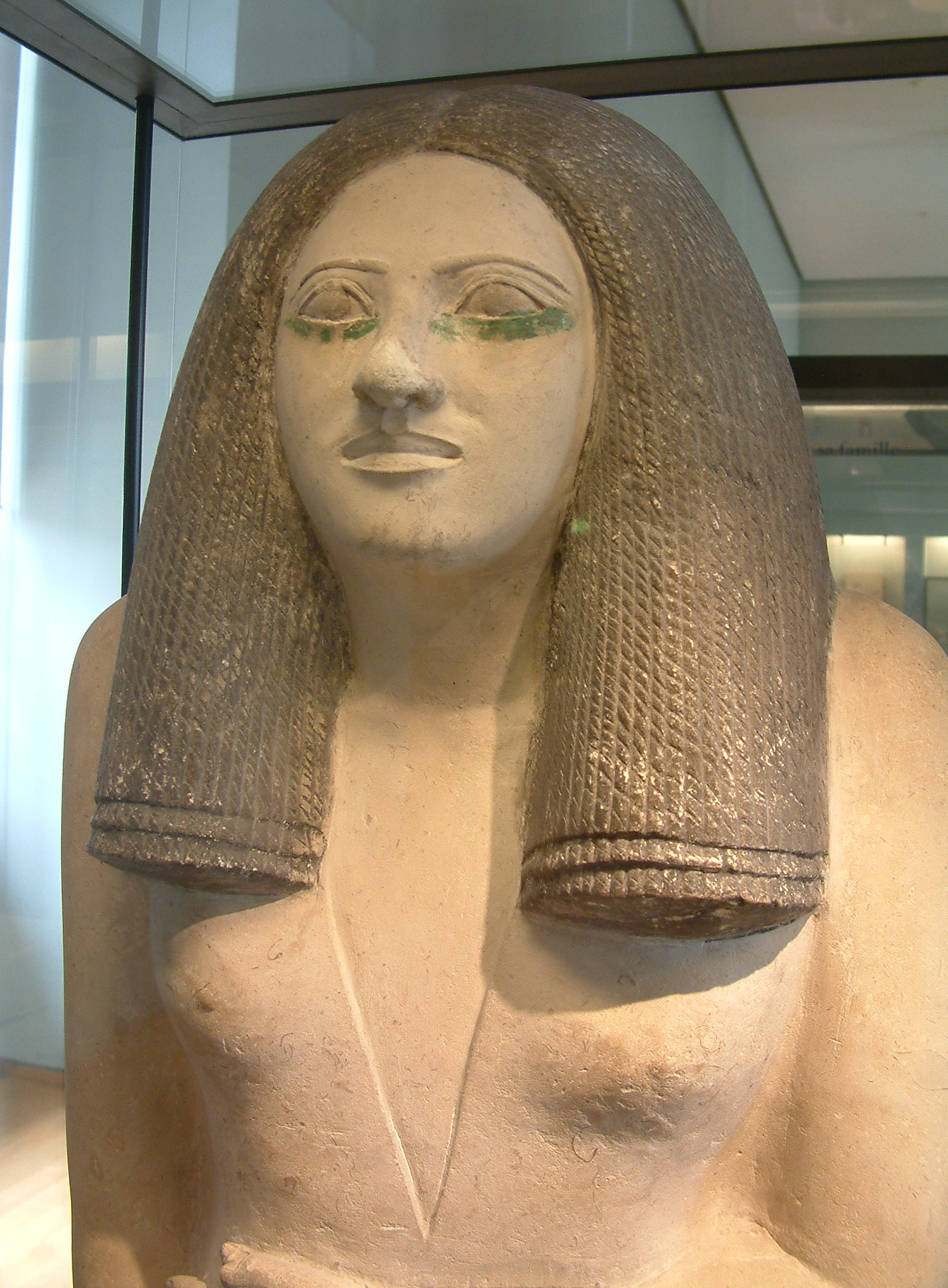
La dama Nesa. Louvre.

Es la primera de las cuatro dinastías (III a VI) que constituyen el denominado Imperio Antiguo de Egipto. El faraón más importante, por los acontecimientos y edificaciones (de gran relevancia) habidos durante su reinado, es Dyeser (Zoser). Del resto de monarcas se conoce muy poco, e incluso el orden sucesorio no está todavía bien definido. De la política exterior de esta dinastía cabe destacar que se inició de forma sistemática la colonización del Sinaí y la Baja Nubia, para explotar sus yacimientos y recursos naturales. 

## Historia
Al comienzo de la dinastía, bajo el rey Nebka, Menfis se convirtió en la residencia real permanente. Dyeser, su sucesor, es el gobernante más importante de esta dinastía. Se le considera el fundador del Imperio Antiguo. Su tumba es bien conocida: la pirámide escalonada de Saqqara, construida por Imhotep. El siguiente rey fue Sejemjet. Su tumba, una pirámide escalonada en Saqqara, se inició cerca de la de Dyeser, aunque nunca se terminó. En época de estos faraones, se abrieron en Sinaí las primeras minas para extraer cobre y turquesa. El rey Nebka y sus sucesores están representados en relieves cerca de las minas de Uadi Maghara. Después del breve reinado de Jaba, cuya pirámide sin terminar está cerca de Zawyet el-Aryan, al norte de Menfis, comenzó una lucha por el trono entre varios pretendientes. Huny salió victorioso finalmente. Construyó una fortaleza en la isla Elefantina cerca de la primera catarata del Nilo y extrajo granito de las canteras de Asuán para estatuas y la construcción de su templo funerario. La pirámide de Meidum posiblemente fue construida para él.

## Faraones de la Dinastía III
| Nombre común | Nombre de Horus | Nombre de Trono | Comentarios                              | Reinado |
| ------------ | --------------- | --------------- | ---------------------------------------- | ------- |
| Sanajt       | Sanajt          | Nebka           |                                          | 18 años |
| Zoser        | Necherjet       | Dyeser          | Erigió la Pirámide escalonada de Saqqara | 19 años |
| Sejemjet     | Sejemjet        | Dyeser-teti     |                                          | 5 años  |
| Jaba         | Jaba            | Sedyes          |                                          | 6 años  |
| Qa-hedyet    | Qa-hedyet       | Huny            | Muchos egiptólogos piensan que es Huny   | 8? años |

|  |